# Eryngium glomeratum
Eryngium glomeratum är en flockblommig växtart som beskrevs av Pierre Martin Remi Aucher-Eloy och Édouard Spach. Eryngium glomeratum ingår i släktet martornar, och familjen flockblommiga växter. Inga underarter finns listade i Catalogue of Life.

## Bildgalleri

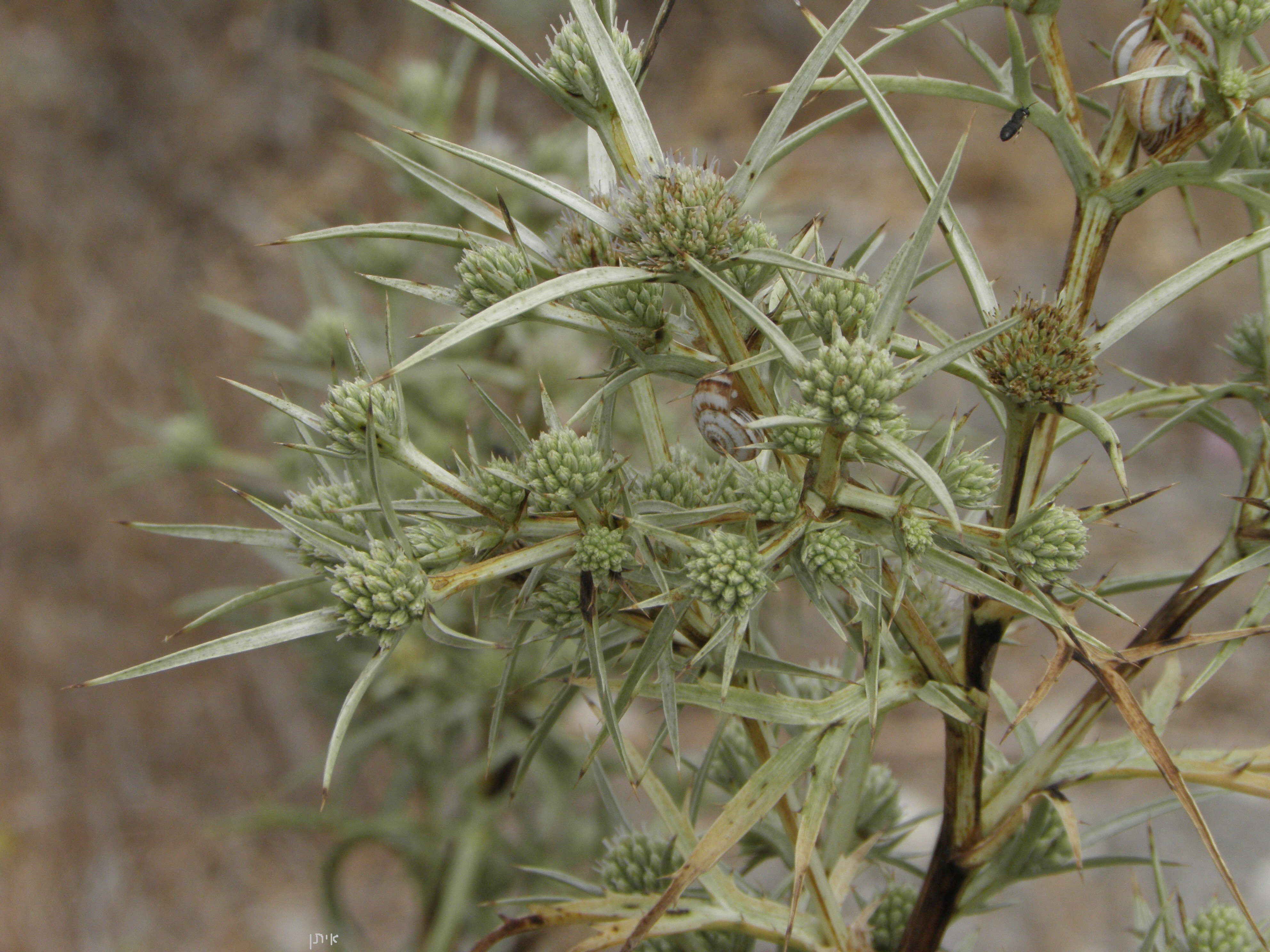